# Sinomicrurus hatori
Espèce
Synonymes
- Calliophis hatori Takahashi, 1930

Sinomicrurus hatori est une espèce de serpents de la famille des Elapidae.

## Répartition
Cette espèce est endémique de Taïwan. 

## Publications originales
- Takahashi, 1930 : Synopsis of the terrestrial snakes of Japan. Shunyo-do, Tokyo.